# Latisternum romani
Latisternum romani är en skalbaggsart som beskrevs av Stefan von Breuning 1935. Latisternum romani ingår i släktet Latisternum och familjen långhorningar. Inga underarter finns listade i Catalogue of Life.